# Testo unico delle disposizioni legislative in materia di istruzione
Il testo unico delle disposizioni legislative in materia di istruzione è una norma della Repubblica Italiana emanata col decreto legislativo 16 aprile 1994, n. 297, sulla base della legge delega 10 aprile 1991, n. 121 così come modificata dalla legge 26 aprile 1993, n. 126 che aveva autorizzato il Governo ad emanare un testo unico concernente le disposizioni legislative in materia d'istruzione in Italia.

## Struttura e contenuto

### Parte I - Norme generali
La parte prima contiene gli articoli dall'1 al 98 e disciplina gli organi collegiali della scuola, le assemblee degli studenti e dei genitori, la razionalizzazione della rete scolastica, l'istituzione delle scuole e i istituti di ogni ordine e grado, la formazione delle sezioni, delle classi, il calendario scolastico, nonché le competenze delle regioni italiane, l'edilizia e le attrezzature scolastiche.

### Parte II - Ordinamento scolastico
La seconda parte del decreto disciplina invece le disposizioni relative alla scuola dell'infanzia statale, l'istruzione obbligatoria, la scuola elementare, la scuola media, gli istituti e le scuole di istruzione secondaria superiore, l'istruzione artistica, le norme comuni, l'istruzione non statale, il riconoscimento dei titoli di studio in Italia e gli scambi culturali.

### Parte III - Personale
La parte terza disciplina le disposizioni concernenti il personale docente, educativo, direttivo, ispettivo, amministrativo, tecnico e ausiliario (personale ATA), di ruolo e non, le norme comuni al personale e la valutazione del sistema scolastico.

### Parte IV - Ordinamento dell'amministrazione centrale e periferica della pubblica istruzione e del relativo personale
La parte quarta, agli articoli 605-624, contiene le disposizioni in merito all'ordinamento degli uffici e del relativo personale (Titolo I) e agli organi collegiali dell'amministrazione della pubblica istruzione (Titolo II).

### Parte V - Scuole italiane all'estero
La quinta parte del decreto contiene infine le disposizioni relative alle scuole italiane all'estero, ovvero relative alle istituzioni, l'ordinamento e al personale destino alle scuole e ad altre iniziative scolastiche.